# Carlos I de Hesse-Kassel
Carlos I de Hesse-Kassel (en alemán: Karl von Hessen-Kassel; Kassel, 3 de agosto de 1654 - 23 de marzo de 1730) fue landgrave de Hesse-Kassel desde 1670 hasta su muerte. Tercer hijo del landgrave Guillermo VI de Hesse-Kassel y de Eduvigis Sofía de Brandeburgo.
Organizó un pujante crecimiento económico de su landgraviato, produciendo una rápida recuperación tras los daños de la guerra de los Treinta Años. Es también recordado por el apoyo que prestó a los protestantes franceses y su interés por las bellas artes.

## Biografía
Sucedió en 1670 a su hermano mayor Guillermo VII. Se dedicó inmediatamente a la reconstrucción económica de su país, dañado por la guerra de los Treinta Años. Hesse-Kassel pudo recuperarse de manera mucho más rápida que otras regiones alemanas. Haría también esfuerzos por fortalecer y reconstruir su ejército, que sería utilizado como mercenario de naciones extranjeras, por ejemplo durante la guerra de sucesión española en contra de Luis XIV de Francia. El arrendamiento de su ejército le atrajo beneficios económicos, pero obtuvo críticas de quienes pensaban que ello deterioraba las relaciones con otros países.
Tras la revocación del Edicto de Nantes en 1689, Carlos permitió la entrada a su país de numerosos hugonotes y valdenses franceses. Se sabe que alrededor de 4000 hugonotes se instalaron en la ciudad de Kassel. A estos recién llegados les creó un nuevo barrio en la capital, y fundó para ellos la ciudad de Sieburg en 1699, hoy Bad Karlshafen, y les dio derechos de autonomía sobre sus propias escuelas y templos.
Con la derrama económica y el auge del mercantilismo, impulsó la industria, creando en Kassel una fundidora de latón, la primera industria metalúrgica del landgraviato.
A partir de Siegburg comenzó un ambicioso proyecto de construcción de una vía de comunicación acuática, el Canal del Landgrave Carlos, que uniría el norte con el sur del Estado. El tramo finalizado que existe en la actualidad comprende sólo 19,6 km de largo, y a sus lados se encuentran numerosas obras arquitectónicas barrocas.
Se interesó en el arte y en a arqueología, construyó y remodeló palacios y, en 1709, participó en las primeras excavaciones del sitio de Mader Heiden.

### Política exterior
El alcance de Karl para la política exterior estaba limitado por la ley imperial. Desde el Tratado de Westfalia en 1648, a los príncipes imperiales se les permitió formar alianzas para su propia protección, pero estas no debían dirigirse contra el emperador romano-alemán y el Sacro Imperio Romano . [12] Otra razón para el leal a la política exterior del emperador de Charles que él es el emperador José I. un impulso de clasificación para el elector esperaba. Esta revaluación le habría dado una mayor soberanía de política exterior. Como los electores eligieron al emperador, pudieron hacer importantes demandas políticas por adelantado. Karl tuvo esta valiosa oportunidad como príncipe imperialno Con el apoyo militar del emperador, el landgrave creía que podía persuadir al emperador para que le diera dignidad electoral. [13]
Un ejército más poderoso también parecía ser capaz de salvar al país de una ocupación como en la guerra de los Treinta Años . Por estas dos razones, Karl ha construido un ejército permanente desde el comienzo de su gobierno . En 1688, durante la Guerra de Sucesión del Palatinado (1688-1697), pudo proporcionar alrededor de 9,000 soldados bien entrenados al Ejército Imperial . [14] El trasfondo del conflicto fue que el rey francés Luis XIV hizo un avance contra el Sacro Imperio Romano , citando supuestos reclamos de herencia de su cuñada Liselotte del Palatinado . [15]Durante años, Karl lideró personalmente partes de su ejército en la lucha contra las tropas francesas. También participó en el éxito militar de la defensa de la fortaleza de Rheinfels contra el asedio francés en 1693. Más tarde hizo glorificar este evento con numerosas medallas.
Con el fin de compensar las cargas financieras en tiempos de paz, él, como otros príncipes de su tiempo, prestó soldados a los poderes en guerra contra los altos subsidios , por ejemplo, en 1687 a la República de Venecia para su uso contra los otomanos . [14] Sin esta opción, Karl podría haber establecido su ejército sólo en tiempos de guerra, pero incluso entonces tuvo que pedirles que tomen una parte del ejército cuesta a los poderes de guerra aliados Países Bajos e Inglaterra. El comercio de los soldados mejoró las finanzas del landgrave, pero no aumentó la prosperidad de la población, que por el contrario incluso se vio afectada por el reclutamiento .
En la guerra de sucesión española y en las campañas contra el Imperio Otomano , las tropas de Hesse a veces lucharon bajo el liderazgo de los hijos de Karl, tres de los cuales murieron en la guerra. El landgrave mismo no participó en las campañas. Otro evento se convirtió en el modelo para Karl: en 1692 el emperador levantó al duque de Brunswick y Lüneburg, Ernst August , al elector de Hannover. En 1707, en medio de la guerra de sucesión española, Karl dio los primeros pasos concretos para alcanzar la dignidad. Sus enviados intentaron sobornar al emperador el llamado Privilegium de non appellandoluchar Tal privilegio habría significado que los súbditos en el Landgraviate de Hesse-Kassel ya no podrían haber recurrido a una autoridad judicial en el Reich que todavía estaba por encima de la corte del Landgrave. Así, por ejemplo, el Consejo de la Corte Imperial en Viena ya no podría haber interferido en los asuntos internos del Landgrave. El vicecanciller del Reich, Friedrich Karl von Schönborn , aconsejó al emperador que no restringiera más la justicia imperial. El intento de Karl de alcanzar el estado de elector finalmente fracasó. La dignidad electoral de los soberanos del Landgraviate de Hesse-Kassel era solo Guillermo IX. llegar en 1803. [13]
En 1685, Karl dejó a su hermano menor Philipp como paragium al antiguo Vogtei Kreuzberg con el Monasterio Kreuzberg, que se cerró después de la Reforma . Después del Palacio de Philippsthal , que fue construido sobre la base del antiguo monasterio de Philipp en Kreuzberg (hoy: Philippsthal ), esta pequeña propiedad se llamaba el condado de Hesse-Philippsthal .

## Hijos
Casó con María Amalia de Curlandia, la prometida de su difunto hermano. Tuvieron la siguiente descendencia:
- Federico (1676-1751). Rey de Suecia y landgrave de Hesse-Kassel.
- Guillermo (1674-1676).
- Carlos (1675-1677).
- Cristián (1677).
- Sofía Carlota (1678-1749). Duquesa de Mecklemburgo-Schwerin, consorte de Federico Guillermo I de Mecklemburgo-Schwerin.
- Carlos (1680-1702).
- Guillermo (1682-1760). Landgrave de Hesse-Kassel.
- Leopoldo (1684-1704).
- María Luisa (1688-1765). Esposa de Juan Guillermo Friso de Orange-Nassau.
- Maximiliano (1689-1753).
- Jorge Carlos (1691-1755).

| Predecesor: Guillermo VII | Landgrave de Hesse-Kassel 1670-1730 | Sucesor: Federico I |

- Datos: Q62516
- Multimedia: Charles I of Hesse-Kassel / Q62516